# Jikkyō Powerful Pro Yakyū '94
Jikkyō Powerful Pro Yakyū '94 (実況パワフルプロ野球'94?) es un videojuego de béisbol para Super Famicom publicado por Konami en marzo de 1994, exclusivamente en Japón. Este es el primer juego de la saga Jikkyō Powerful Pro Yakyū.
- Datos: Q11452767